# Церква Сурб Амбарцум (Нахичевань-на-Дону)
Церква Сурб Амбарцум (вірм. Սուրբ Համբարձում եկեղեցի) — втрачений вірменський православний храм XVIII століття в Ростові-на-Дону. Церква перебувала в Нахичеване-на-Дону (нині — частина Пролетарського району) на Вознесенської вулиці (нині — вул. Рябишева) між 34 і 36 лініями. В кінці 1930-х років храм був знищений.

## Історія
Будівництво кам'яної вознесенської церкви велося з 1781 по 1783 рік. Урочисте освячення архієпископом Йосипом відбулося 27 серпня 1783 року. Храм являв собою невелику парафіяльну церкву з півкруглою апсидою, світловим барабаном з куполом і невеликою дзвіницею над входом. Три двері були обрамлені колонами. Фасад був оформлений лаконічним класичним декором, його доповнювали наличники і карнизи класичних зразків. Характерною деталлю були вбудовані в стіну хачкари. Один з них, розташований на фасаді, з висіченим написом в пам'ять про якийсь Карапете, датувався 1439 роком. При храмі існувала вірменська духовне училище.
У 1799 році храм капітально ремонтувався. Головний вівтар був споруджений на кошти купця Матвія Христофоровича Шорбаронова. З 1863 по 1868 року на кошти зібрані з парафіян знання ремонтувалося знову. У серпні 1879 року церква була пограбована. Було вкрадено все церковне майно і начиння. До 1882 року втрачене майно було відновлено.
6 червня 1898 в Нахічеванську Міську управу звернувся ктитор Вознесенської церкви Єгор Христофорович Алаханов з проханням про виділення коштів на проведення чергових ремонтних робіт. У відповідь на це прохання Міська управа вийшла з пропозицією до Міської думи асигнувати на ремонт церкви одноразова допомога в розмірі двох тисяч рублів і внести цю суму в кошторис на майбутній 1899 рік. Міська дума схвалила висновок Управи. Одночасно з цим було створено піклування для організації збору пожертв. У 1898-1899 роках були завершені ремонтно-відновлювальні роботи в церкві.
Богослужіння тривали до 1936 року. Під час бурі 18 серпня з храму була зірвано дах. Після бурі церква спочатку закрили на ремонт, а потім остаточно. Храм розібрали, а духовне училище перебудували, відкривши в ньому Лісову школу. У 1942 році під час німецької окупації міста за вбивство німецького військовослужбовця солдатами Вермахту в садибі школи було розстріляно кілька десятків місцевих жителів.